# La Locomotion automobile
La Locomotion automobile est un magazine français fondé à Paris par le Touring-Club de France, qui est paru de décembre 1894 à fin 1909. 
C'est la première revue au monde consacrée à l'automobile et à la locomotion motorisée en général. Le premier numéro, sous-titré revue universelle des voitures, vélocipèdes, bateaux, aérostats, et tous véhicules mécaniques, est publié sous le parrainage de Pierre Giffard du Petit Journal. Parmi les premiers rédacteurs, on compte Emmanuel Aimé et Yves Guédon.
En 1901, le titre est concurrencé par La Locomotion cofondé par Louis Baudry de Saunier, qui rebaptise le titre en 1903, La Vie automobile.
Après six cent quarante-cinq numéros, La Locomotion automobile disparaît fin 1909. 